# Rheum
Rheum is een geslacht uit de duizendknoopfamilie (Polygonaceae). Het geslacht telt ongeveer zestig soorten, die wijdverspreid voorkomen in Azië, van Bulgarije tot in Noord-Indochina. Een bekende soort uit dit geslacht is de rabarberplant.

## Soorten
- Rheum acuminatum Hook.f. & Thomson
- Rheum alexandrae Batalin
- Rheum australe D.Don
- Rheum austroiranicum Taheri & Assadi
- Rheum compactum L.
- Rheum cordatum Losinsk.
- Rheum coreanum Nakai
- Rheum darvasicum V.S.Titov ex Losinsk.
- Rheum delavayi Franch.
- Rheum fedtschenkoi Maxim. ex Regel
- Rheum forrestii Diels
- Rheum glabricaule Sam.
- Rheum globulosum Gage
- Rheum hissaricum Losinsk.
- Rheum hotaoense C.Y.Cheng & T.C.Kao
- Rheum inopinatum Prain
- Rheum iranshahrii Taheri & Assadi
- Rheum khorasanicum Baradaran & Jafari
- Rheum kialense Franch.
- Rheum kordestanicum Taheri & Assadi
- Rheum laciniatum Prain
- Rheum lhasaense A.J.Li & P.G.Xiao
- Rheum likiangense Sam.
- Rheum lucidum Losinsk.
- Rheum macrocarpum Losinsk.
- Rheum maculatum C.Y.Cheng & T.C.Kao
- Rheum maximowiczii Losinsk.
- Rheum moorcroftianum Royle
- Rheum nanum Siev.
- Rheum neyshabourense Baradaran & Jafari
- Rheum nobile Hook.f. & Thomson
- Rheum officinale Baill.
- Rheum palaestinum Feinbrun
- Rheum palmatum L.
- Rheum persicum Losinsk.
- Rheum platylobum Rech.f.
- Rheum przewalskyi Losinsk.
- Rheum pumilum Maxim.
- Rheum racemiferum Maxim.
- Rheum rhabarbarum L. - Rabarber
- Rheum rhaponticum L.
- Rheum rhomboideum Losinsk.
- Rheum ribes L.
- Rheum spiciforme Royle
- Rheum subacaule Sam.
- Rheum sublanceolatum C.Y.Cheng & T.C.Kao
- Rheum tanguticum (Maxim. ex Regel) Balf.
- Rheum tataricum L.f.
- Rheum telianum İlçim
- Rheum tibeticum Maxim. ex Hook.f.
- Rheum turkestanicum Janisch.
- Rheum uninerve Maxim.
- Rheum uzengukuushi Lazkov & H.J.Choi
- Rheum webbianum Royle
- Rheum wittrockii C.E.Lundstr.
- Rheum yunnanense Sam.

## Hybriden
- Rheum × svetlanae Krassovsk.

... · 
Calligonum · 
Coccoloba · 
Fagopyrum · 
Fallopia (Kielduizendknoop) · 
Persicaria (Duizendknoop) · 
Polygonum (Varkensgras) · 
Rheum · 
Rumex (Zuring) · 
...